# Megalòpolis
|  | No s'ha de confondre amb Megalòpoli. |

Megalopòlis (grec: Μεγαλόπολη) és una ciutat de Grècia, capital de la unitat perifèrica d'Arcàdia i d'uns 5.000 habitants. A l'antiguitat, Megalòpolis fou una ciutat fundada el 370 aC com a ciutat principal dels arcadis, i destaca pel seu teatre, un dels més grans de l'antiga Grècia, i per ser el lloc de naixement de personalitats com l'historiador Polibi o el general Filopemen. Durant l'antiguitat tardana fou abandonada, i la ciutat moderna és continuació de la vila de Sinano (grec: Σινάνο), uns dos quilòmetres al sud, que el segle xix fou reanomenada Megalòpolis i cresqué notablement la dècada del 1960 quan es començaren a explotar les mines de lignit i s'instal·là una central elèctrica.

## Història

### La Lliga Arcàdia
Fou fundada a la riba del riu Alfeu l'any 370 aC per Epaminondes, poc després de la batalla de Leuctra, com a ciutat per unificar tots els arcadis, que llavors no tenien cap ciutat, ans vivien dispersos pel territori; per aquest motiu, rebé el nom de Megalòpolis (grec antic: Μεγάλη πόλις o Μεγαλόπολις, 'ciutat gran'). S'encarregaren de la fundació deu magistrats (en) d'Arcàdia: dos Tègea, dos de Mantinea, dos de Clítor, dos del districte de Menàlia i dos del de Parràsia; per poblar la ciutat es forçaren quaranta comunitats a aportar habitants: deu de Menàlia, vuit de Parràsia, quatre de Cinúria, sis d'Eutrèsia, tres de la Trípolis Arcàdia (en), sis del districte d'Egis i tres del territori d'Orcomen. El territori de la ciutat s'estenia fins a 40 km al nord i a l'est fins a Tègea, Mantinea, Orcomen i Càfies, i a l'oest fins a Messènia, Figàlia i Herea.
Megalòpolis esdevengué la seu de l'assemblea popular dels deu mil, la principal institució dels arcadis. El consell tenia representants de totes les ciutats estat d'Arcàdia llevat d'Orcomen i Herea. La lliga tenia un exèrcit al seu servei format per uns 5.000 efectius, els epàrits.
Després de la caiguda del poder d'Atenes, Esparta va concentrar els seus atacs contra Megalòpolis, que va rebutjar tots els intents i es va aliar després amb Filip II de Macedònia i amb Alexandre el Gran. Després va donar suport a Antípatre, i tot seguit, en la lluita entre Polipercó i Cassandre, va defensar aquest darrer. Polipercó la va assetjar el 318 aC, però fou rebutjat per la ciutat sota la direcció de Damis. A partir de llavors fou governada per tirans, el primer dels quals fou Aristodem, anomenat Χρηστός. Durant el seu regnat el rei espartà Acròtat, fill d'Areu i net de Cleònim II, va atacar Megalòpolis, però va morir a la lluita. En aquest temps tenia uns 65.000 habitants i 15.000 homes en edat militar

### La lliga Aquea
Dues generacions després el tirà era Lidíades, que va renunciar el 232 aC i la ciutat es va unir a la Lliga Aquea. El 222 aC Cleòmenes III va sorprendre la ciutat; els habitants es van poder escapar cap a Messene. Els espartans la van saquejar i la van deixar parcialment en ruïnes. Derrotat Cleòmenes a Selàsia (221 aC) la ciutat fou reconstruïda però van esclatar dissensions entre els que volien mantenir la mateixa mesura que abans i els que la volien reduir; els primers van prevaldre deixant una ciutat per damunt de les necessitats.

### Decadència
Després fou atacada pel tirà espartà Nabis que no la va poder ocupar, però des de llavors ja va entrar en decadència. El 175 aC Antíoc IV Epífanes va prometre els diners per fer una nova muralla més reduïda: la ciutat havia perdut molts d'habitants, i era el doble de gran que Esparta per la meitat de població. Estrabó la descriu dient que «un gran desert és la Gran Ciutat [Megalòpolis]» (grec antic: ἐρημία μεγάλη 'στὶν ἡ Μεγάλη πόλις). Pausànies la va trobar en condicions molt precàries, i durant l'antiguitat tardana s'acabà d'abandonar del tot.

### La ciutat nova
A l'edat mitjana sorgí una població anomenada Sinano (grec: Σινάνο) uns quants quilòmetres al sud de les ruïnes de l'antiga Megalòpolis. Es tractava de poc més que un llogaret, però el 1836, poc després de la Independència de Grècia, el govern la reanomenà Megalòpolis, en record de l'antiga polis perquè els pobladors de la regió s'emmirallassin en els antics arcadis per construir el nou estat grec. No obstant això, la població romangué poc més que un llogaret, fins que la dècada del 1960 s'instal·là la central elèctrica de Megalòpolis (en) i uns anys més tard es començaren a explotar les mines de Megalòpolis (en) de lignit. Això duplicà la població de la ciutat, que hagué de ser reconstruïda de bell nou el 1965 després d'un fort terratrèmol que assolà la major part dels seus edificis.